# Higashikuni Naruhiko

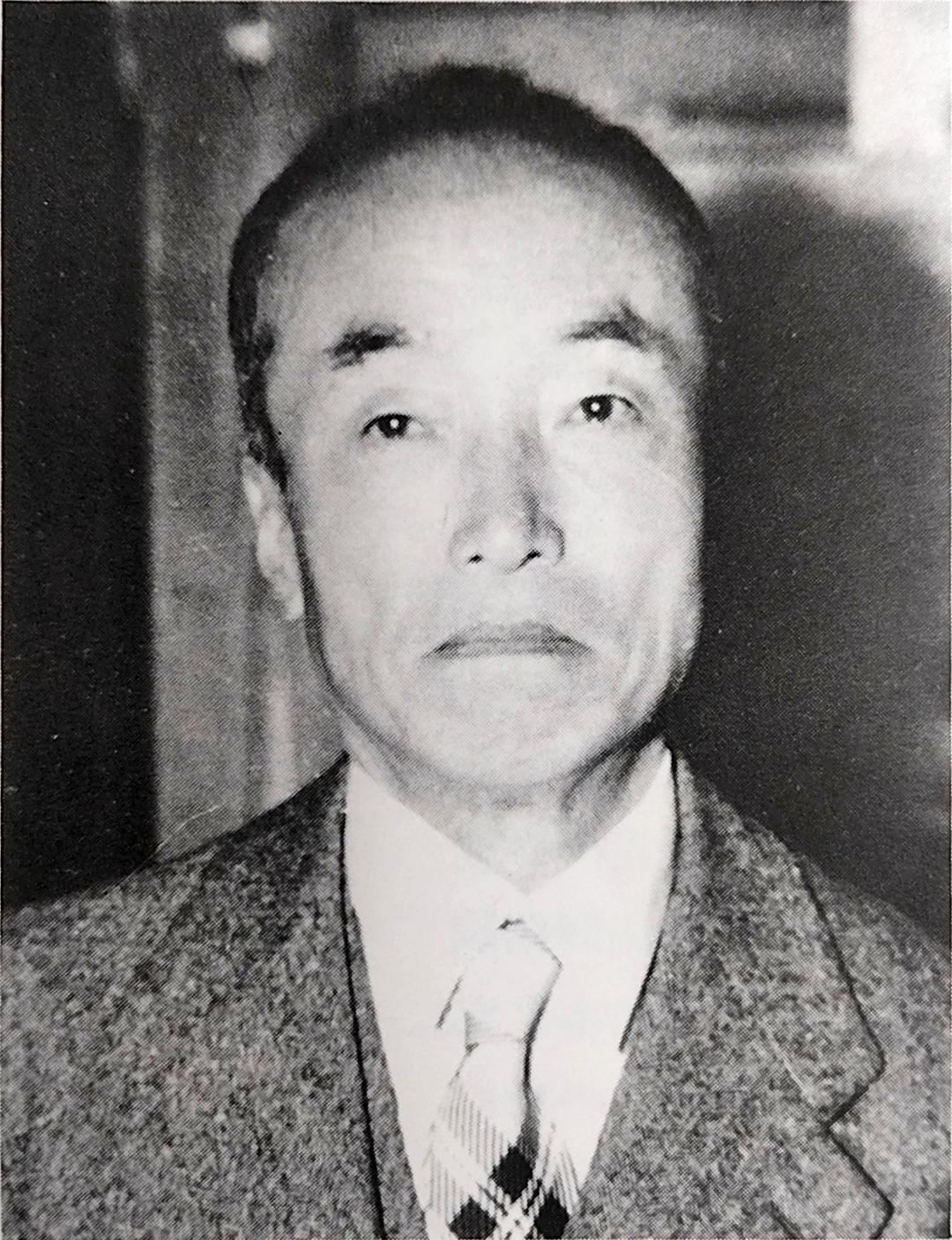
Prinz Higashikuni Naruhiko

Prinz Higashikuni Naruhiko (jap. 東久邇宮 稔彦王, Higashikuni-no-miya Naruhiko-ō bzw. 東久邇 稔彦, Higashikuni Naruhiko; * 3. Dezember 1887 in Kyōto; † 26. Januar 1990 in Tokio) war ein japanischer Politiker und vom 17. August 1945 bis zum 9. Oktober 1945 der 43. Premierminister von Japan. Er war Kaiser Hirohitos Onkel, das einzige Mitglied der japanischen Kaiserfamilie, das jemals ein Kabinett leitete, und der Premierminister mit der kürzesten Amtszeit – genau 54 Tage – in der Geschichte Japans.

## Familie
Higashikuni Naruhiko war der neunte Sohn des Prinzen Kuni Asahiko und seiner Geliebten Terao Utako. Kaiser Meiji gewährte ihm den Prinzentitel Higashikuni no miya, und am 3. November 1906 erhielt er die Erlaubnis, einen neuen Zweig der kaiserlichen Familie zu begründen. Somit heiratete er am 11. Mai 1915 die 19-jährige Prinzessin Toshiko, die neunte Tochter des Kaisers. Sie gebar vier gemeinsame Söhne: Prinz Morihiro (1916–1969), Prinz Moromasa (1917–1923), Prinz Akitsune (1920–2006) und Prinz Toshihiko (* 1929).

## Militärzeit
Nachdem Naruhiko 1908 die Heeresoffizierschule abgeschlossen hatte, ernannte man ihn zum Rikugun shōsa (Leutnant). Anschließend machte er seinen Abschluss an der Heereshochschule (1914) und ging an die École supérieure de guerre nach Paris, wo er von 1920 bis 1926 Militärwissenschaften studierte.
Sein dort gezeigtes eigenwilliges Verhalten schockierte den kaiserlichen Hof. Frau und Kinder ließ er in Japan zurück, selbst der Tod seines zweiten Sohnes Moromasa konnte ihn nicht zu einer Rückkehr bewegen. Stattdessen vergnügte er sich in Paris mit einer französischen Geliebten, gab sich schnellen Autos und dem Leben der Oberschicht hin. Um diesen Zuständen ein Ende zu setzen, sandte der Hof einen Beamten nach Paris, der Naruhiko zurückbeorderte.
Trotz dieser Eskapaden kletterte er die Karriereleiter schrittweise hinauf: Bereits 1928 wurde er Rikugun taisa (Oberst) und Kommandeur des 3. Regiments der Kaiserlichen Garde. Ein Jahr später Rikugun shōshō (Generalmajor) und ab 1930 kommandierte er die Fünfte Infanteriebrigade, bis man ihm im 1933 den Rang eines Rikugun chūjō (Generalleutnant) verlieh und den Befehl über die 4. Division übergab. Weiterhin holte man Naruhiko ein Jahr später in den Obersten Verteidigungsrat, ebenso stieg er zum Ehrenpräsidenten des Japanischen Presseverbandes auf.
Als Chef der Heeresluftstreitkräfte-Hauptabteilung (陸軍航空本部) im Heeresministerium von Juli 1937 bis 30. April 1938 befehligte er die Bombardierung ziviler Ziele während des Zweiten Japanisch-Chinesischen Krieges.
Sein Engagement in China setzte er als Kommandeur der Zweiten Armee bis 1939 fort, im August desselben Jahres erreichte er den Rang eines Rikugun taishō (General).
Premierminister Fumimaro Konoe empfahl ihn für seine Nachfolge, da er glaubte, nur ein Mitglied der kaiserlichen Familie mit einer angesehenen Militärkarriere könnte die Fraktion der Kriegsbefürworter im Kabinett – Stabschef General Sugiyama Hajime, Heeresminister General Tōjō Hideki und Generalmajor Mutō Akira, Chef des Amtes für Militärische Angelegenheiten – bändigen. Statt seiner wurde jedoch der antiwestlich orientierte Tōjō Hideki mit dieser Aufgabe betraut. Möglicherweise spielte hier die Tradition, Mitglieder der kaiserlichen Familie nicht mit hohen politischen Ämtern zu betrauen, eine Rolle.
Zwischen 1941 und 1945 leitete Naruhiko die Heimwehr. Erst seit 2002 zugängliche Akten des Investigative Records Repository (IRR) zeigen, dass die tatsächliche Anordnung der Hinrichtung der Doolittle Airmen wohl durch den Prinzen – als Kommandant der Heimwehr – erfolgt war. Die Amerikaner ermittelten auch, dass er geplant hatte, den Tennō Hirohito durch den minderjährigen Akihito zu ersetzen und selbst die kaiserliche Regentschaft zu übernehmen.

## Premierminister
Gemeinsam mit seinem Halbbruder Prinz Asaka, dessen Neffen Prinz Takamatsu und dem früheren Premierminister Konoe arbeitete er am Sturz Tōjō Hidekis. Dieser musste zurücktreten, nachdem die Alliierten im Juli 1944 Saipan eingenommen hatten. Zwei weitere Amtsinhaber folgten, bis Kaiser Hirohito am 16. August 1945 Naruhiko zum ersten Premierminister der Nachkriegszeit erhob. Aufgabe seines Kabinetts war es, einerseits die Demobilisierung der japanischen Armee ordnungsgemäß zu beenden, andererseits den Erhalt der kaiserlichen Institutionen abzusichern. Eine Bürgerrechtsdirektive (jinken-seirei, auch: „Freiheitsdirektive“, jiyū no seirei), die das GHQ am 4. Oktober verfügte, führte jedoch zum Bruch mit den US-amerikanischen Besatzern unter General Douglas MacArthur. Sie forderte die Freilassung aller politischen Gefangenen, erlaubte Parteien und garantierte das Versammlungsrecht sowie die Meinungsfreiheit. Naruhiko sah in diesen Reformen Vorboten einer kommunistischen Revolution und trat am 9. Oktober 1945 zurück.

## Leben nach der politischen Laufbahn
Er verzichtete am 14. Oktober 1947 auf seinen Prinzentitel bzw. die Mitgliedschaft in der kaiserlichen Familie und begründete den neuen religiösen Orden Higashikuni-Kyo. Diesen verboten die Besatzer 1950, woraufhin er bis 1952 unter einem Säuberungsbefehl stand. Seine politische Karriere war beendet; als Bürgerlicher betrieb er erfolglos einige Lebensmittelgeschäfte, Secondhandshops und Damenschneidereien.
Naruhiko wurde 1957 Ehrenvorsitzender der International Martial Arts Federation (IMAF), später Ehrenpräsident der Japan Shepherd Dog Association und einiger anderer Organisationen. Im Jahre 1958 veröffentlichte er seine Kriegstagebücher unter dem Titel Ichi Kōzoku no Sensō Nikki (一皇族の戦争日記, „Kriegstagebuch eines Mitglieds der kaiserlichen Familie“), zehn Jahre später erschienen seine Memoiren Higashikuni Nikki (東久邇日記, „Higashikunis Memoiren“). Seine Frau starb 1978, er selbst verschied 1990 im Alter von 102 Jahren in Tokio.